# مارفن كابلان
مارفن كابلان (بالإنجليزية: Marvin Kaplan)‏ (مواليد 24 يناير 1927 - 25 أغسطس 2016)، هو ممثل أمريكي بدأ مسيرته الفنية عام 1949.

## أعماله
- إنه عالم مجنون مجنون مجنون مجنون (1963)
- وايلد ات هارت (1990)
- مسلسل الرسوم المتحركة جوني برافو (1997)
- مسلسل بيكر (1998 - 2004)

## وصلات خارجية
- الموقع الرسمي
- مارفن كابلان على موقع IMDb (الإنجليزية)
- مارفن كابلان على موقع تيرنر كلاسيك موفيز (الإنجليزية)
- مارفن كابلان على موقع إن إن دي بي (الإنجليزية)
- مارفن كابلان على موقع ديسكوغز (الإنجليزية)
- مارفن كابلان على موقع قاعدة بيانات الفيلم (الإنجليزية)